# Силвертон (Колорадо)
Силвертон (енгл. Silverton) град је у америчкој савезној држави Колорадо.

## Демографија
По попису из 2010. године број становника је 637, што је 106 (20,0%) становника више него 2000. године.
| Група             | 2000.       | 2010.       |
| Белци             | 484 (91,1%) | 540 (84,8%) |
| Афроамериканци    | 0 (0,0%)    | 0 (0,0%)    |
| Азијати           | 0 (0,0%)    | 8 (1,3%)    |
| Хиспаноамериканци | 41 (7,7%)   | 77 (12,1%)  |
| Укупно            | 531         | 637         |